# Beau Hoopman
Beau Hoopman, né le 1er octobre 1980 à Sheboygan, est un rameur américain.

## Biographie

### Palmarès

#### Aviron aux Jeux olympiques
- 2004 à Athènes,  Grèce
  -  Médaille d'or en huit
- 2008 à Pékin,  Chine
  -  Médaille de bronze en huit

#### Championnats du monde d'aviron
- 2005 à Kaizu,  Japon
  -  Médaille d'or en huit
- 2006 à Eton,  Royaume-Uni
  -  Médaille de bronze en huit